# SOBR "Akhmat"
La Squadra Speciale di risposta rapida (SOBR) "Akhmat" (in russo Специальный Отряд Быстрого Реагирования «Ахмат»?, Special'nyj Otrjad Bystrogo Reagirovanija «Akhmat»; precedentemente conosciuta come "Terek" dal 2009 al 2021) è un'unità speciale del dipartimento ceceno della Guardia Nazionale Russa, de facto subordinata al capo della Repubblica Cecena, Ramzan Kadyrov.
Durante l'invasione russa dell'Ucraina, l'unità ha ricevuto il nome dispregiativo di "truppe TikTok", poiché i suoi membri giravano video in Russia o territori già occupati, simulando confronti armati con le forze ucraine.

## Storia
L'unità SOBR "Akhmat" (spesso indicata dai media come "forze speciali Akhmat") è stata costituita nel marzo 2009 con il nome di SOBR "Terek" (dall'omonimo fiume)  e posta sotto il comando dell'amico d'infanzia e confidente di Kadyrov, Abuzajd Vismuradov, nel 2012. Il suo vice fu Ruslan Džovtochanov.
Dal marzo 2019 il centro addestramento delle truppe speciali è sotto il comando di Abdulkerim Kadyrov, cugino di primo grado del capo della Cecenia, sostituendo Khusein Mežidov, che è stato nominato comandante del 249º Battaglione motorizzato speciale "Jug".
In seguito alla nomina di Vismuradov come vice primo ministro della Cecenia nel febbraio 2020, dal marzo dello stesso anno l'unità SOBR è sotto il comando del maggior generale Apti Alaudinov, un altro stretto collaboratore di Kadyrov. Nel novembre 2021 l'unità è stata intitolata al primo presidente della Repubblica Cecena, Akhmat Kadyrov. Sempre nello stesso anno Saidi Lorsankaev è stato nominato vicecomandante dell'unità.
Nel 2021 indagini di Novaja Gazeta hanno indicato che la SOBR "Akhmat" è coinvolta in rapimenti, torture ed esecuzioni extragiudiziali di persone con il pretesto di essere coinvolti nel terrorismo o a causa dell'orientamento omosessuale. Secondo testimonianze, esiste almeno una prigione segreta sul territorio della base SOBR.

### Guerra russo-ucraina
Nell'agosto 2022 il servizio di sicurezza ucraino ha riferito che l'ufficiale dell' "Akhmat" Iznaur Musaev e i suoi subordinati erano coinvolti nel massacro di Buča, nella regione di Kiev, nel marzo dello stesso anno.
Durante la rivolta del Gruppo Wagner del 2023, le truppe "Akhmat" sono state chiamate per contrastare i mercenari arrivati a Rostov sul Don. Pare che esse siano rimaste bloccate nel traffico durante l'intera rivolta, non incontrando le truppe Wagner. In ottobre dello stesso anno Alaudinov è stato succeduto da Timur Edilov come comandante dell'unità.
Secondo l'Institute for the Study of War, le truppe cecene vengono soprattutto usate come forze dell'ordine nei territori ucraini occupati.
Il comandante Alaudinov ha dichiarato in un'intervista pubblicata il 28 ottobre che un numero "massiccio" di soldati Wagner si è unito a vari distaccamenti delle forze "Akhmat".

## Reclutamento e addestramento di nuove unità
Nel corso dell'invasione dell'Ucraina, il SOBR "Akhmat" ha incominciato ad essere usato da Ramzan Kadyrov per aumentare i ranghi dei Kadyroviti, la sua milizia personale, espandendosi nella Guardia nazionale russa e nell'esercito regolare:
Nel giugno del 2022 Ramzan Kadyrov annunciò la formazione di quattro reparti che avrebbero partecipato all'invasione, inquadrati nella 42ª Divisione fucilieri motorizzata delle guardie:
- 78º Reggimento "Sever-Akhmat", comandato da Zajndi Zingiev.[21]
- Battaglione "Jug-Akhmat", comandato da Musa Iblaev (Borziev).[22][23]
- Battaglione "Vostok-Akhmat", comandato da Vakha Khambulatov.[24]
- Battaglione "Zapad-Akhmat", comandato da Ismail Aguev.[25]

Fra il 2023 e il 2025 tre ulteriori reggimenti, il 349º "Akhmat-Russia" comandato da Zaurbek Elimkhanov, il 1434º "Akhmat-Cecenia" comandato da Aslanbek "Zakat" Saliev, e il 270º "Akhmat-Caucaso" comandato da Khusejn Mežidov, sono stati costituiti per rinforzare i ranghi della 42ª Divisione.

## Sanzioni
Dal 2019, l'unità speciale e il suo ex comandante Vismuradov sono sotto sanzioni statunitensi.
Nel 2020 il Regno Unito ha imposto sanzioni contro le forze speciali "Akhmat" per il loro coinvolgimento nella persecuzione delle persone LGBT in Cecenia.